# 拉丁禮教會
拉丁禮教會（英語：Latin Church）或稱西方教會，是天主教會內最大的個別教會，一般來說，除了少數東方禮教會信眾（約佔天主教徒總數1%，分屬23個東方禮自治教會）外，絕大部分天主教徒一般都屬於拉丁禮教會。拉丁禮教會不是在個別教會中的地方個別教會層面內，即教區或東方禮教區。

## 歷史
拉丁禮教會最初發展是在羅馬帝國行省阿非利加（即現今的突尼西亞北部及利比亞西部）。在這之後，教會漸漸傳到羅馬帝國中的西羅馬帝國。
自西羅馬帝國起，從古典時代至文藝復興時期，拉丁禮教會使用的教會語言：拉丁語成為了教育和文化的主要語言。在該領域發展出各種拉丁禮拜儀式。

## 術語

### 教會及禮儀
在1990年定立的《東儀天主教會法典》中，“教會”和“禮儀”有以下意思：
教會：A group of Christian faithful united by a hierarchy according to the norm of law which the supreme authority of the Church expressly or tacitly recognizes as sui iuris is called in this Code a Church sui iuris.
禮儀：A rite is the liturgical, theological, spiritual and disciplinary patrimony, culture and circumstances of history of a distinct people, by which its own manner of living the faith is manifested in each Church sui iuris.

### 拉丁禮天主教和羅馬天主教
有時，聖座也使用術語“羅馬天主教”來指整個天主教會是在與羅馬主教及的共融之中。但是，聖座從來沒有使用“羅馬天主教”這術語，來專指拉丁禮教會。聖座相當普遍使用的術語“羅馬”是指羅馬教區。

## 外部連結
- Catholic Encyclopedia: Latin Church （页面存档备份，存于）